# محمداسماعیل کوثری
محمداسماعیل کوثری (زادهٔ ۱۲ فروردین ۱۳۳۴) سرتیپ سپاه پاسداران انقلاب اسلامی و سیاستمدار ایرانی است که نماینده دوره دوازدهم مجلس شورای اسلامی از حوزه انتخابیه تهران، ری، شمیرانات، اسلامشهر و پردیس است.وی در ادوار هشتم، نهم و یازدهم مجلس شورای اسلامی نیز نماینده همین حوزه انتخابیه بوده‌است. او از اعضای جبهه پایداری است.
کوثری در فاصله سال‌های ۱۳۹۶ تا ۱۳۹۹ به‌عنوان جانشین فرمانده قرارگاه ثارالله فعالیت می‌کرد. او در طول جنگ ایران و عراق از اعضای سپاه پاسداران بود و در فاصله سالهای ۱۳۶۳ تا ۱۳۷۹ فرماندهی لشکر ۲۷ محمد رسول‌الله را بر عهده داشت.
اتحادیه اروپا در ۲۴ ژانویه ۲۰۲۳ وی را به دلیل نقش او در سرکوب اعتراضات پس از کشته شدن مهسا امینی در فهرست تحریم‌های خود قرار داد.

## زندگی
محمّد اسماعیل کوثری به سالِ ۱۳۳۴ در تهران زاده شد و دوران کودکی و نوجوانی را نیز در این شهر سپری نمود. او فعالیت سیاسی خود را پیش از وقوع انقلاب ۱۳۵۷ آغاز کرد و از اعضای گروه توحیدی صف بود. وی در سال ۱۳۵۸ به عضویت سپاه پاسداران درآمد و در طول جنگ ایران و عراق از فرماندهان میانی این نهاد بود. او در ابتدای جنگ، مسئول عملیات سپاه ۱۱ قدر و دوره‌ای نیز جانشین فرمانده تیپ ۲۰ زرهی رمضان و جانشین فرمانده سپاه یکم ثارالله بود. کوثری در فاصله سالهای ۱۳۶۳ تا ۱۳۷۹ به مدت ۱۶ سال، فرمانده لشکر ۲۷ محمد رسول‌الله بود و در عملیات‌های کربلای ۵، والفجر ۸ و مرصاد حضوری فعال داشت. او در مجموع ۸۴ ماه در جنگ ایران و عراق حضور داشت و جانباز ۷۰ درصد می‌باشد.
کوثری در سال ۱۳۶۸ به جرم اشغال غیرقانونی تأسیسات کشاورزی و با حکم قوه قضائیه، بازداشت شد. خود او مدعی است اکبر هاشمی رفسنجانی دستور بازداشت او را داده، اما هاشمی رفسنجانی می‌گوید توسط محسن رضایی برای آزادی او وساطت نیز نموده‌است. کوثری سپس به‌عنوان فرمانده بسیج استان تهران فعالیت خود را ادامه داد. وی پیشتر ریاست اداره امنیت ستاد کل نیروهای مسلح را برعهده داشت.

## مسئولیت‌ها
- مسئول عملیات سپاه ۱۱ قدر
- جانشین فرمانده تیپ ۲۰ زرهی رمضان
- جانشین فرمانده سپاه یکم ثارالله
- مسئول عملیات سپاه تهران
- فرمانده لشکر ۲۷ محمد رسول‌الله
- فرمانده بسیج استان تهران
- رئیس اداره امنیت ستاد کل نیروهای مسلح
- نماینده تهران در ادوار هشتم و نهم مجلس شورای اسلامی
- جانشین فرمانده قرارگاه ثارالله
- مشاور فرمانده کل سپاه پاسداران[۱۵]

## سوابق ورزشی
کوثری پیش از وقوع انقلاب، فوتبالیست بوده‌است و سابقه بازی در تیم‌های تاج و افسر را دارا می‌باشد. در آخرین دوره لیگ تخت جمشید، عضو تیم فوتبال ابومسلم خراسان بود و در این دوره نیز ۹ بار برای این تیم به میدان رفت. او در دهه ۱۳۵۰ به تیم ملی جوانان ایران نیز دعوت شده بود.

## تحصیلات
کوثری دارای مدرک کارشناسی جغرافیای سیاسی و کارشناسی ارشد مدیریت امور دفاعی از دانشگاه امام صادق است و دکتری دفاعی و امنیت ملی را نیز در سال ۱۳۹۴ از دانشگاه امام حسین اخذ نموده‌است. او در همین دانشگاه «مدیریت امور دفاعی» تدریس می‌کند.

## مجلس هشتم و نهم و یازدهم
کوثری ۲ دوره متوالی، در ادوار هشتم و نهم مجلس شورای اسلامی، نمایندگی تهران را برعهده داشت. همچنین در انتخابات میان دوره ای مجلس یازدهم توانست نماینده مردم تهران شود.در مجلس هشتم به عضویت کمیسیون امنیت ملی و سیاست خارجی درآمد و در مجلس نهم با حضور در فهرست انتخاباتی جبهه پایداری، به نایب‌رئیسی این کمیسیون رسید.

## تحریم‌ها
اتحادیه اروپا در ۲۴ ژانویه ۲۰۲۳، ۱۸ شخصیت حقیقی و ۱۹ شخصیت حقوقی جمهوری اسلامی از جمله محمداسماعیل کوثری را در فهرست تحریم‌های جدیدی خود قرار داد. این تحریم به دلیل نقش او در سرکوب وحشیانه اعتراضات پس از کشته شدن مهسا امینی توسط جمهوری اسلامی است.